# محمد تقوی
محمّد تقوی (زادهٔ ۱۸ دی ۱۳۴۶ در ساری) بازیکن سابق و مربی فوتبال اهل ایران است. او سابقه بازی در تیم‌های هما و استقلال را دارد. وی همچنین سابقه بازی برای تیم ملی فوتبال ایران را دارد. محمد تقوی برادر رضا تقوی، مربی فوتبال است. او در برنامه هت‌تریک شبکه تلویزیونی ایران اینترنشنال به عنوان کارشناس حضور دارد.

## دوران مربیگری

### پدیده
محمد تقوی بعد از حدود ۲۰ سال دوری از فوتبال ایران در فصل ۹۷–۱۳۹۶ به عنوان مدیر فنی همکاری خود را با باشگاه فوتبال پدیده مشهد آغاز کرد. این همکاری تا پایان فصل ادامه داشت.

### تراکتور
در تاریخ ۱۶ شهریور ۱۳۹۷ محمد تقوی به عنوان مدیر فنی به باشگاه فوتبال تراکتورسازی تبریز اضافه شد. در آن برهه جان توشاک به عنوان سرمربی تیم تبریزی فعالیت می‌کرد و قرار بر این بود که تقوی به عنوان دستیار و مدیر فنی در کنار توشاک باشد. قبل از شروع همکاری تقوی و تراکتور، این تیم در هفته ششم رقابت‌های لیگ برتر با ۹ امتیاز در رده نهم جدول لیگ قرار داشت.
مدت زیادی از حضور محمد تقوی در تراکتور به عنوان مدیر فنی نگذشته بود که در تاریخ ۲۷ شهریور ۱۳۹۷، جان توشاک و تراکتور با هم قطع همکاری کردند و طبق تصمیم مدیران تیم، محمد تقوی به عنوان سرمربی موقت هدایت این تیم پرطرفدار تبریزی را به عهده گرفت. تقوی در اولین دیدار تراکتور به عنوان سرمربی توانست در برابر پدیده صدر نشین یک مساوی ارزشمند را در مشهد به دست بیاورد و در بازی دوم هم توانست استقلال خوزستان را با نتیجه ۶ بر صفر مغلوب کند. نتایج خوب تراکتور با سرمربیگری محمد تقوی تا آنجا ادامه داشت که مسئولان باشگاه تبریزی از تمایل خود برای ادامه همکاری با این سرمربی سخن گفتند و بدین ترتیب کلمه «موقت» از انتهای عنوان محمد تقوی در تراکتور برداشته شد.
پس از پایان نیم‌فصل ۹۸–۱۳۹۷ در تاریخ ۲۰ دی ۱۳۹۷ محمد تقوی با انتشار متنی خبر از استعفای خود از سمت سرمربی گری تیم تراکتور را داد.